# 烏首刺鰍
烏首刺鰍為輻鰭魚綱合鰓目刺鰍亞目刺鰍科的其中一種，被IUCN列為次級保育類動物，分布於非洲剛果河下游急流區，體長可達17.5公分，棲息在岩石、沙底質水域，屬肉食性，可做為食用魚。